# Římskokatolická farnost Olšany u Prostějova
Římskokatolická farnost Olšany u Prostějova je územním společenstvím římských katolíků v rámci prostějovského děkanátu Olomoucké arcidiecéze s farním kostelem svatého Jana Křtitele.

## Historie
Olšany u Prostějova byly dlouhou dobu ve správě premonstrátů z Klášterního Hradiska. Konvent obsazoval olšanskou faru svými řeholníky i pro třicetileté válce. V roce 1653 se situace změnila, olšanská farnost byla zrušena a připojena k těšetické faře. Poté nastaly nejasnosti zda je olšanský kostel sv. Jana Křtitele samostatným farním, nebo filiálním kostelem kostela v Těšeticích. Přispíval k tomu fakt, že zde neexistovala fara. Nová farní budova byla postavena v roce 1711, tehdejším duchovním správcem byl P. Petr Látal. Jedna místnost sloužila pro olšanského faráře a zbytek jako letní sídlo hradišťských opatů. Poté se v Olšanech vystřídala řada administrátorů premonstrátů. Po zrušení kláštera Josefem II. význam farnosti poklesl. Posledním olšanským administrátorem a zároveň prvním farářem se stal P. Adalbert M. Weiser, kterému vypomáhali dva další kněží. Jeho nástupcem se stal P. Jan Babor, kterého vystřídal P. Ludvík Valeček. V roce 1836 musel být z bezpečnostních důvodů na kostele zbourán sanktusník. Při této příležitosti bylo ve věži nalezeno několik historických i novějších mincí, latinská modlitba proti bouřce a pergamenová listina z roku 1770 podepsaná opatem Pavlem Václavíkem. Všechny nalezené předměty byly vráceny zpět na místo a byla přidána německá zpráva pro potomstvo.

## Bohoslužby
| Kostel                   | Místo               | Bohoslužba         | Bohoslužba                   | Poznámka     |
| ------------------------ | ------------------- | ------------------ | ---------------------------- | ------------ |
| Kostel sv. Jana Křtitele | Olšany u Prostějova | neděle úterý pátek | 9:00 18:00 (zimní čas 17:00) | farní kostel |

## Drobné sakrální stavby
Na konci obce stávala kaple sv. Rozálie o níž se dochovala jediná zmínka z roku 1739. Sousoší sv. Floriána, Panny Marie a sv. Norberta bylo pořízeno premonstráty roku 1712. Premonstrát Daniel Tanoth nechal jako upomínku na požár roku 1711 pořídit sochu sv. Jana Nepomuckého, která stála na mostě přes Blatu. Kříž u hospody Na Pijaně byl po roce 1837 uložen do zákristie.
V obecní části Hablov se nachází kaple Nejsv. Trojice.

## Významné osobnosti

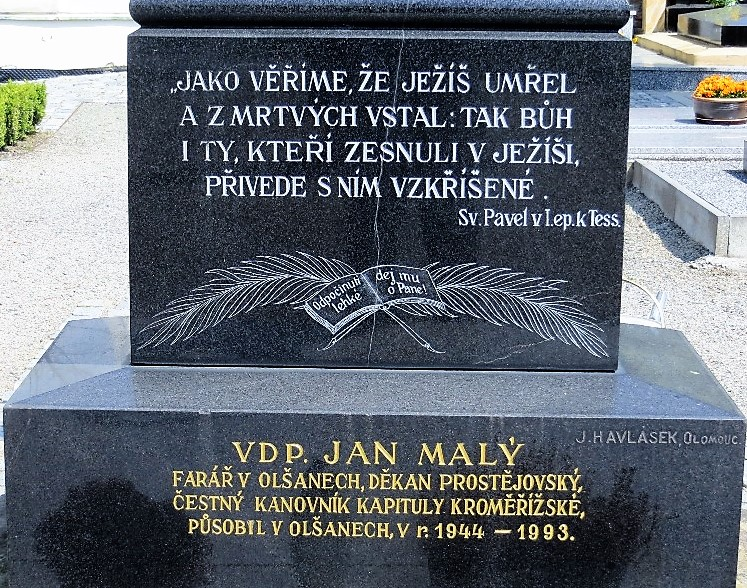
Detail náhrobku P. Malého

- Detail náhrobku P. MaléhoJan Babor (1762 Radomyšl – 1846 v Olšanech), kněz,  intelektuál, v r. 1794 rektor olomoucké univerzity
- Tomáš Bečák (16. 12. 1813 v Olšanech – 8. 5. 1885 v Olomouci),[2] ř. k. kněz, vysvěcen 1837 v Olomouci, spisovatel, autor kancionálu, který se dočkal 20 vydání, v letech 1854 – 1855 prefekt kněžského semináře v Olomouci. Autor textu koledy Nesem vám noviny[3] a autor textu i nápěvu mešní písně Tobě, Bože, na výsosti.[4] V dataci jeho skonu existují nepřesnosti.[5]
- Stanislav Běhal (*1883 v Olšanech, vysvěcen 1909 v Olomouci), kněz, spisovatel
- Ludvík Antonín Spurný, OFM (13. 7. 1899 v Olšanech – 9. 9. 1974 v Lounech), kvardián františkánských klášterů ve Voticích, v Jindřichově Hradci a v Hejnicích. Prošel koncentračními tábory Buchenwald a Dachau.
- Jan Malý (19. 8. 1911 v Držkovicích, farnost Neplachovice, okr. Opava – 2. 3. 1993 v Prostějově), ř. k. kněz, prostějovský děkan, arcibiskupský rada, působící 49 let v Olšanech[6]

## Fotogalerie

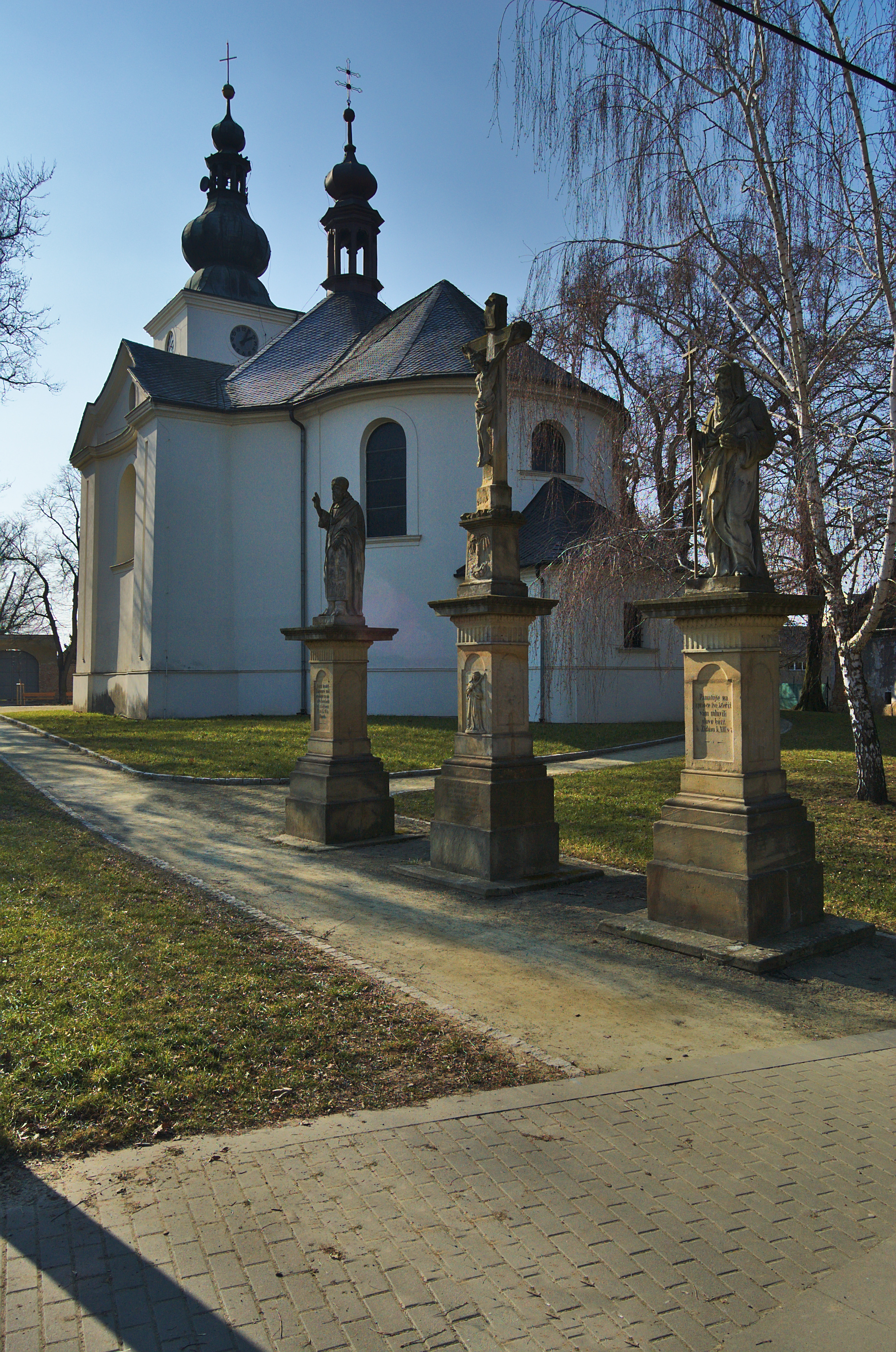
sochy věrozvěstů, kříž na návsi a kostel sv. Jana Křtitele
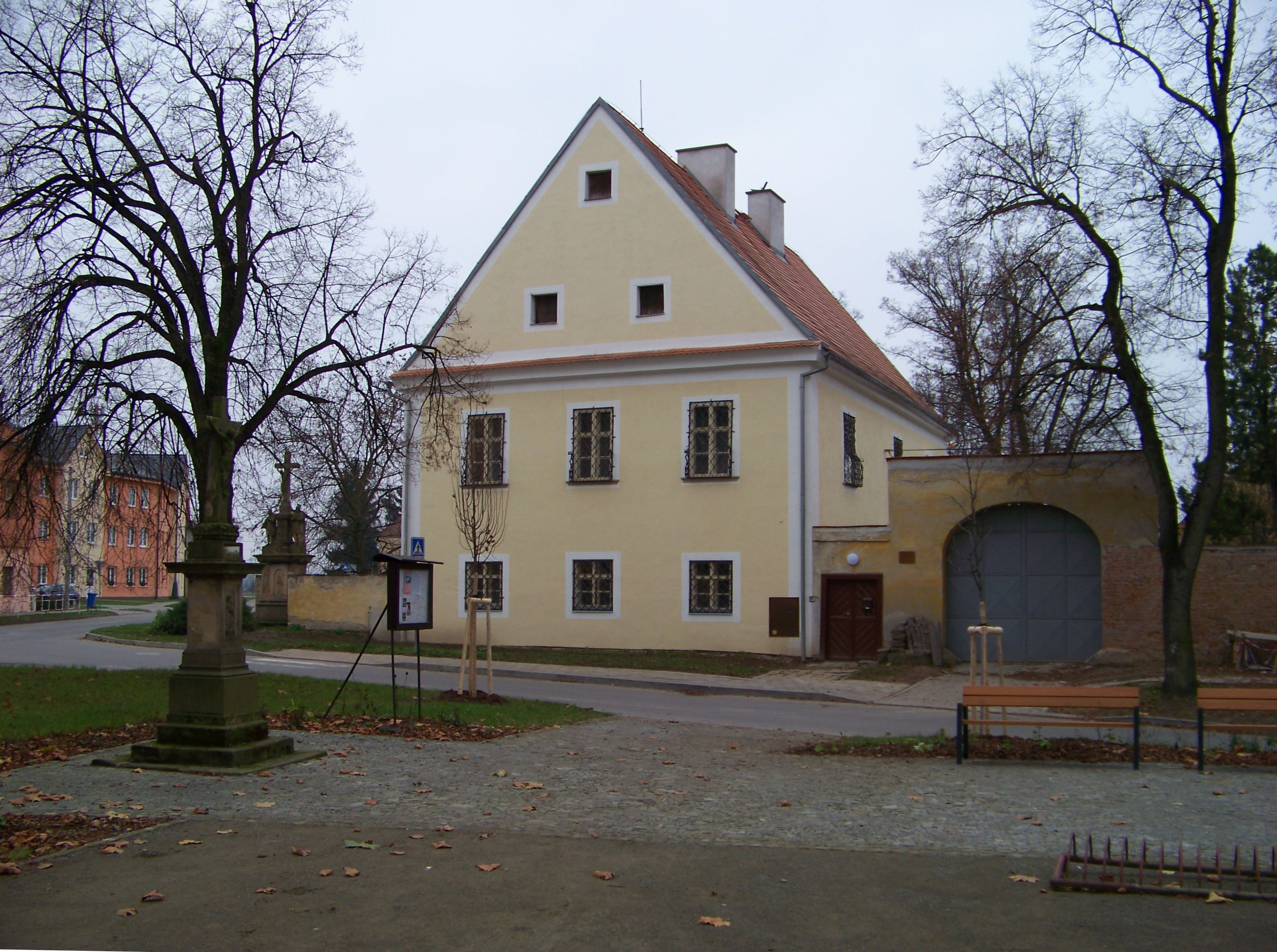
olšanská fara
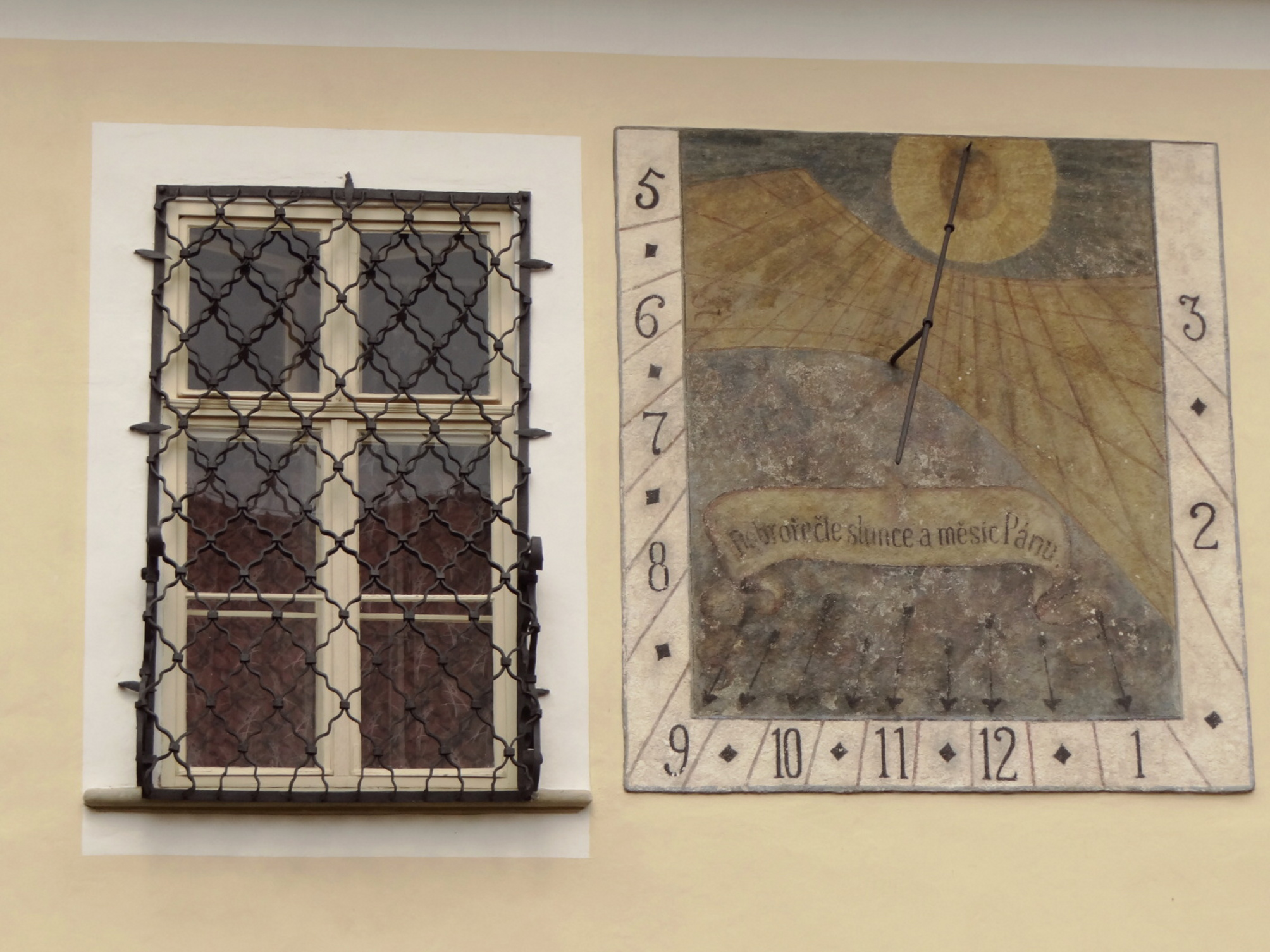
sluneční hodiny na budově fary